# مالیات خدمات
مالیات خدمات (انگلیسی: Service tax)، نوعی مالیات غیرمستقیم بود که توسط دولت هند بر خدمات ارائه‌شده یا توافق‌شده برای ارائه (به‌جز خدمات موجود در فهرست منفی) وضع می‌شد. این مالیات با توجه به "قوانین محل ارائه خدمات ۲۰۱۲" و طبق "قوانین زمان پرداخت مالیات ۲۰۱۱" از افراد مشمول دریافت می‌گردید. طبق "قوانین مالیات بر خدمات ۱۹۹۴"، فرد مشمول پرداخت مالیات می‌توانست ارائه‌دهنده خدمات، دریافت‌کننده خدمات یا هر فرد دیگری باشد که طبق قانون موظف به پرداخت مالیات بود. در این سیستم، ارائه‌دهنده خدمات مالیات را از مشتری دریافت و آن را به دولت پرداخت می‌کرد. برخی خدمات در راستای منافع عمومی طبق "اطلاعیه معافیت کلان ۲۵/۲۰۱۲-ST" از پرداخت مالیات معاف شده بودند و برخی خدمات نیز طبق "اطلاعیه ۲۶/۲۰۱۲-ST" با نرخ کاهشی مشمول مالیات می‌شدند. این مالیات تا پیش از حذف، از اول ژوئن ۲۰۱۶ به میزان ۱۵ درصد تعیین شده بود.
پیشنهاد وضع مالیات بر خدمات برای نخستین بار توسط کمیته اصلاحات مالیاتی به ریاست دکتر راجا چلیاه ارائه شد. این مالیات از اول ژوئیه ۱۹۹۴ با نرخ ثابت ۵ درصد آغاز شد و در طول زمان چندین بار تغییر یافت. در سال ۲۰۰۶، طبق «قانون مالی» نرخ آن به ۱۲ درصد افزایش یافت و در سال ۲۰۰۷ نیز یک درصد عوارض آموزش متوسطه و عالی به آن افزوده شد تا مجموع نرخ به ۱۲٫۳۶ درصد برسد. درآمد دولت هند از این مالیات به‌طور پیوسته افزایش یافت و از ۴۱۰ کرور روپیه در سال ۱۹۹۴–۹۵ به بیش از ۱۳۲۵۱۸ کرور روپیه در سال ۲۰۱۲–۱۳ رسید. تعداد خدمات مشمول نیز از ۳ خدمت در سال ۱۹۹۴ به ۱۱۹ خدمت در سال ۲۰۱۲ افزایش یافت. از اول جولای ۲۰۱۲، سیستم مالیات بر خدمات از مدل «خدمات منتخب» به مدل «فهرست منفی» تغییر یافت که به موجب آن، تمام خدمات مشمول مالیات بودند مگر آن‌هایی که در فهرست منفی ذکر شده بودند. نهایتاً، مالیات بر خدمات در ژوئیه ۲۰۱۷ با اجرای مالیات بر کالا و خدمات (GST) حذف و با آن ادغام شد.